# أنارك
أنارك (بالفارسية: انارک) هي بلدة تقع في إيران في محافظة أصفهان. يقدر عدد سكانها بـ 1,285 نسمة وترتفع عن سطح البحر 1,429 متر.